# Axis porcinus
Axis porcinus або Hyelaphus porcinus (аксис бенгальський або свинячий) — вид ссавців з родини оленевих (Cervidae) ряду Оленеподібні (Cerviformes). Видова назва походить від свинячої манери проходити через ліси з низько опущеною головою так, що A. porcinus може пролізти під перешкодою, а не перескакнути через неї, як роблять більшість інших оленів.

## Таксономія
Існує два визнаних підвиди:
- A. p. porcinus (Zimmermann, 1780) — Пакистан і північна Індія, Непал, Бангладеш і південно-західна провінція Юньнань
- A. p. annamiticus (Heude, 1888) — Таїланд та Індокитай

Варто пам'ятати, що існують два інших види, тісно пов'язані з цим Axis kuhlii на індонезійському острові Бавеан і Axis calamianensis родом з Філіппін.

## Морфологія

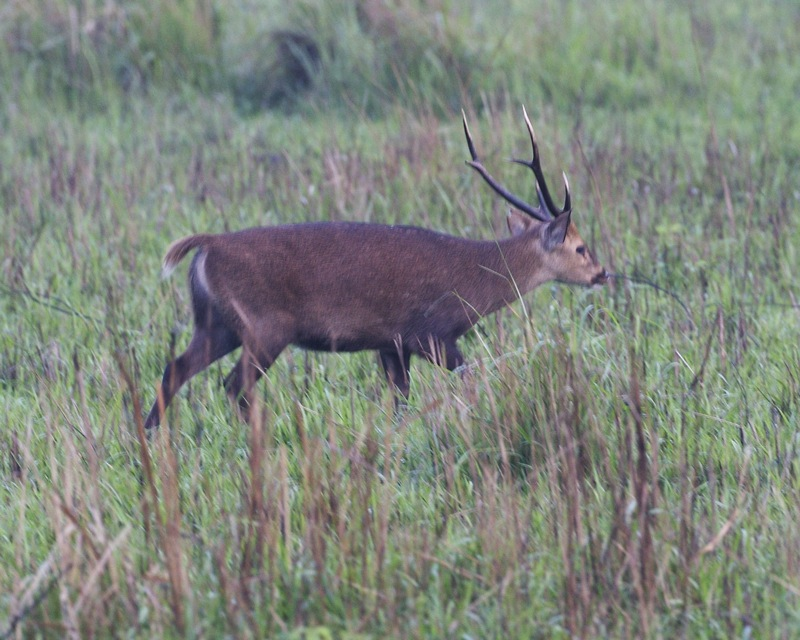

Діапазон мас: 36—50 кг. Довжина: від 125 до 135 см. Висота тіла 70 см. Це відносно невеликий, але потужний представник родини оленевих, з кремезним, м'язистим тілом. Кінцівки помітно короткі й тонкі; задні кінцівки довші передніх, підносячи круп вище, ніж на ширині плечей. Мордочка коротка і клиноподібна. Під час польоту, хвіст піднятий вгору, показуючи білий низ. У дорослих волосяний покрив грубий і загальне забарвлення темно-оливково-коричневе. Однак, покривні волоски мають білі кінчики. Під час зимової половини року хутро від коричневого до темно-коричневого, в той час як влітку сіру, хоча це може варіюватися між окремими особинами. Літні тварини, як правило, стають світлими на обличчя і шиї. Оленята народжуються блідо-піщано-жовтого кольору і з кремового кольору горизонтально розподіленими плямами уздовж боків. У приблизно 6 місяців це забарвлення поступово поступається дорослому забарвленню. Часто влітку, хутро дорослих виявляє плями, які поширюються так як у оленя. Rhinarium (волога гола поверхня навколо ніздрів) завжди голий і коричневий. Відмінною рисою А. porcinus є незвично великі круглі вуха, які обрамлені білими волосками. Хвіст пухнастий. Є передочні залози на обличчі трохи нижче очей і плеснові залози, розташованих високо з боків задніх ніг. Ножні залози розташовані між пальцями задніх копит.
Цей вид має статевий диморфізм. Самиці трохи менші й безрогі. Самці мають помітно товсті м'язисті шиї. Вони також мають роги, які мають тенденцію бути невеликими і вражаючими, порівняно з іншими членами роду Axis, а також всієї родини Cervidae. Зазвичай роги з трьома зубцями, однак, додаткові зубці не є рідкістю.

## Поведінка
Веде нічний спосіб життя. Типові продукти включають трави, листя, а іноді й плоди. Найчастіше вживані Saccharum spontaneum, Saccharum munja, Tamarix dioica, Populus euphratica, Zizyphus jujuba. A. porcinus — здібні плавці і часто стрибають у воду, коли знаходяться під загрозою. Якщо вода не доступна, вони біжать риссю. Коли знаходяться під загрозою, вони піднімають свій хвіст, щоб виставити білі волоски, попереджаючи інших про небезпеку. Крім того, А. porcinus роблять попереджувальний гавкіт. Відомі хижаки: Canis aureus, Canis lupus, Felis chaus. Живуть 10-20 років і в неволі і в дикій природі.
Під час сезону розмноження, самці А. porcinus надзвичайно агресивні, часто йдучи на конфлікт з іншими. Як правило, це не призводить до фізичної розправи. Вони випробування сили і витривалості натисками і блокуванням до капітуляції одної з тварин. Полігамні. Статева зрілість настає у А. porcinus з 8-12-місячного віку. Спаровування відбувається щорічно з серпня по жовтень. Народжується 1—2 дитя. Середній термін вагітності: 8 місяців, таким чином дітонародження припадає з травня по липень. Середній вік годування молоком: 6 місяців. Середня маса при народженні: 2.5 кг. Новонароджені ховаються в щільних очеретяних заростей або заростях трави, де вони залишаються прихованими від хижаків протягом кількох днів в той час як мати годується, повертаючись лише періодично, щоб годувати дитя.

## Поширення

### Природний ареал
Поширений від Пакистану, через північну Індію, Непал, Бангладеш, південно-західній провінції Юньнань в Китаї, весь шлях до західного Таїланду. Як правило, живе в лісовому середовищі проживання, однак часто спостерігаються на галявинах, луках; часто асоціюється з середніми й великими річками й, здається, досягає найбільшої густини населення в заплавних луках.

### Популяції поза межами природного ареалу
Введений в Австралії, США і Шрі-Ланці.

## Використання і охорона
На вид полюють в різних частинах ареалу. Полюють за м'ясо (оптова торгівля), традиційні лікарські засоби і трофейні роги. Також можливо, що полювання стимулювало попит на тварин у неволі.
Вид повністю захищений в Бангладеші, Індії й, можливо, більшості або всіх інших територій природного проживання.